# Velika Bijganj (gemeente)
Velika Bijganj (Oekraïens: Велика Бийгань, Hongaars: Nagybégány) is een gemeente en plaats in Oekraïne in de oblast Transkarpatië. De gemeente is in 2020 gevormd tijdens de laatste gebiedshervormingen in de regio. De gemeente maakt deel uit van het rajon Berehove.
Sinds 2020 bestaat de gemeente naast de hoofdplaats uit de volgende kernen:
| Naam                      | Naam         | Naam                          | Naam                     | Naam         | Naam |
| Oekraïens getranscribeerd | Oekraïens    | Russisch                      | Slowaaks                 | Hongaars     |      |
| ------------------------- | ------------ | ----------------------------- | ------------------------ | ------------ | ---- |
| Astej                     | Астей        | Астей                         | Asteľ                    | Asztély      |      |
| Dyjda                     | Дийда        | Дийда (Dijda)                 | Ďedovo, Deda             | (Bereg-)Déda |      |
| Hunjadi                   | Гуняді       | Гуняди                        | Hunjadi, Kolónia Hunyady | Hunyadi      |      |
| Hut                       | Гут          | Гут (Gut)                     | Gut                      | Gút          |      |
| Mala Byjhan               | Мала Бийгань | Малая Быйгань (Malaja Byjgan) | Malá Behaň, Malá Begaň   | Kisbégány    |      |
| Motschola                 | Мочола       | Мочола                        | Močola, Mačola           | Macsola      |      |